# ГЕС Tiānqiáo
ГЕС Tiānqiáo (天桥水电站) — гідроелектростанція на півночі Китаю у провінції Шаньсі. Знаходячись між ГЕС Лункоу (вище по течії) та ГЕС Sānménxiá, входить до складу каскаду на одній з найбільших річок світу Хуанхе. 
В межах проекту долину річки перекрили комбінованою греблею висотою 42 метра та довжиною 752 метра, яка має гребінь на позначці 838 метрів НРМ та утримує водосховище із об’ємом 66 млн м3. 
Станцію обладнали чотирма турбінами типу Каплан загальною потужністю 128 МВт, які використовують напір до 20,2 метра (номінальний напір 18 метрів), та забезпечують виробництво 607 млн кВт-год електроенергії. 
Видача продукції відбувається по ЛЕП, розрахованим на роботу під напругою 110 кВ та 35 кВ.